# Djakonowo (obwód kurski)
Djakonowo (ros. Дьяконово) – wieś (ros. село, trb. sieło) w zachodniej Rosji, centrum administracyjne sielsowietu djakonowskiego w rejonie oktiabrskim (obwód kurski).

## Geografia
Miejscowość położona jest nad Worobżą (lewy dopływ Sejmu), 2 km na zachód od centrum administracyjnego rejonu (Priamicyno), 17 km na południowy zachód od Kurska, 11 km od drogi magistralnej (federalnego znaczenia) M2 «Krym».
We wsi znajdują się ulice: Centralnaja, Gorodskaja, Komsomolskaja, Krasnoj Zwiezdy, Łomakina, Ługowaja, Magistralnaja, Mirnaja, Mołodiożnaja, Parkowaja, Pierwomajskaja, Pobiedy, pierieułok Pobiedy, Polewaja, Sadowaja, Simonienko, Sowietskaja, Szkolnaja, Zariecznaja i Zawodskaja (1542 posesje).
Klimat
Miejscowość, jak i cały rejon, znajduje się w strefie klimatu kontynentalnego z łagodnym ciepłym latem i równomiernie rozłożonymi opadami rocznymi (Dfb w klasyfikacji klimatów Köppena).
|                            | Sty  | Lut  | Mar  | Kwi  | Maj  | Cze  | Lip  | Sie  | Wrz  | Paź  | Lis  | Gru  |
| -------------------------- | ---- | ---- | ---- | ---- | ---- | ---- | ---- | ---- | ---- | ---- | ---- | ---- |
| Najwyższe temperatury (°C) | -4,1 | -3,1 | 2,9  | 13,1 | 19,4 | 22,7 | 25,3 | 24,7 | 18,2 | 10,6 | 3,4  | -1,2 |
| Najniższe temperatury (°C) | -8,7 | -8,7 | -4,8 | 2,8  | 9,2  | 13,1 | 15,9 | 15   | 9,8  | 4    | -1,2 | -5,3 |
| Opady (mm)                 | 51   | 45   | 47   | 50   | 62   | 71   | 73   | 55   | 59   | 59   | 47   | 49   |
| Ilość dni z opadami        | 8    | 8    | 8    | 7    | 8    | 9    | 9    | 6    | 7    | 7    | 7    | 9    |

## Demografia
W 2010 r. wieś zamieszkiwało 3906 osób.